# William Borders
William Donald Borders (ur. 9 października 1913 w Washington, Indiana, zm. 19 kwietnia 2010) – amerykański duchowny katolicki, arcybiskup Baltimore w latach 1974-1989.
Ukończył katolicką szkołę elementarną, a następnie St. Meinrad's College. Wstąpił do seminarium rodzinnej archidiecezji Indianapolis, lecz w 1936 przeniósł się do seminarium Notre Dame w Nowym Orleanie, odpowiadając na apel tamtejszego arcybiskupa Josepha Rummela, który poszukiwał księży i seminarzystów. Z jego rąk otrzymał święcenia kapłańskie. Stało się to 18 maja 1940. W 1943 wstąpił do armii i został kapelanem w dywizji w Północnej Afryce i Włoszech. Dosłużył się stopnia majora. Po wojnie powrócił do Luizjany i podjął dalszą naukę na Uniwersytecie Notre Dame. W 1961 został inkardynowany do nowo powstałej diecezji Baton Rouge. Dwa lata później został prałatem, a w 1964 rektorem katedry św. Józefa.
2 maja 1968 otrzymał nominację na biskupa nowo utworzonej diecezji Orlando. Sakry udzielił mu 14 czerwca tego samego roku kardynał Luigi Raimondi. Rządy rozpoczął od energicznego wprowadzania reform soborowych. Po sześciu latach został mianowany arcybiskupem Baltimore i honorowym prymasem USA. Zreorganizował archidiecezję w duchu kolegialnym, dzieląc ją na trzy wikariaty z biskupami pomocniczymi na ich czele. Wzmocnił też rolę Rady Duszpasterskiej. 6 kwietnia 1989 przeszedł na emeryturę.